# Roberto Cobo (cyclisme)
Pour l'acteur mexicain, voir Roberto Cobo. Pour les articles homonymes, voir Cobo.
Cobo  González est un nom espagnol. Le premier nom de famille, en général paternel, est Cobo ; le second, en général maternel, souvent omis, est González.
Roberto Cobo González (né le 3 novembre 1982 à Torrelavega,) est un coureur cycliste espagnol.

## Biographie
Chez les amateurs, Roberto Cobo remporte notamment une étape du Tour d'Alicante et la Leintz Bailarari Itzulia en 2007. Il passe ensuite professionnel en 2008 au sein de la formation Serramenti PVC Diquigiovanni-Androni Giocattoli. Cette expérience ne dure cependant qu'une saison. Il obtient son meilleur résultat au mois d'avril avec une trente-neuvième place au Tro Bro Leon.

## Palmarès
- 2004
  - Trofeo San Antonio
- 2007
  - 1rea étape du Tour d'Alicante
  - Leintz Bailarari Itzulia
  - 2e du Gran Premio Área Metropolitana de Vigo
  - 3e de la Volta ao Ribeiro
  - 3e du Circuit d'Escalante